# Флаг Содружества (1651)
Флаг Английской республики (Содружества Англии, Шотландии и Ирландии) — Государственный символ Английской республики в 1651—1658 и в 1659—1660 годах. Создан 22 февраля 1651 Государственным советом Англии. Представляет собой соединение 4 флагов: в правом верхнем и в левом нижнем углах флаг Англии; в левом верхнем и в правом нижнем углах — Шотландии. В 1658 заменён на флаг Протектората Англии. В 1659 восстановлен. В 1660 заменён на флаг королевства Англия.